# Wild One (Six Flags America)
Wild One in Six Flags America (Upper Marlboro, Maryland, USA) ist eine Holzachterbahn vom Konstrukteur John A. Miller, die 1986 im damaligen Wild World eröffnet wurde.
Ursprünglich fuhr sie ab 1917 als Giant Coaster im Paragon Park (Massachusetts) und wurde dort von Philadelphia Toboggan Coasters errichtet, wurde dann aber zwischen 1985 und 1986 nach Six Flags America versetzt. Der Umzug und die Neuerrichtung in Six Flags America wurde durch Dinn Corporation durchgeführt.

## Züge
Wild One besitzt zwei Züge des Herstellers Philadelphia Toboggan Coasters mit jeweils vier Wagen. In jedem Wagen können sechs Personen (drei Reihen à zwei Personen) Platz nehmen. Die Fahrgäste müssen mindestens 1,22 m groß sein, um mitfahren zu dürfen.

## Vergangenheit
- 1985: Giant Coaster in Paragon Park wurde geschlossen und an Wild World verkauft. Wild World kaufte die Bahn in der letzten Minute während einer Auktion.
- 1986: Die Achterbahn eröffnete im damaligen Wild World (heute Six Flags America) neu. Der Park restaurierte die Bahn komplett und gliederte die Original-Helix am Ende der Fahrt wieder ein.
- 1991: Aufgrund der finanziellen Probleme des Parks wurde The Wild One zur 1991er Saison nicht geöffnet.
- 1992: Die Bahn eröffnete wieder und läuft seitdem.